# 名古屋市道金城埠頭線

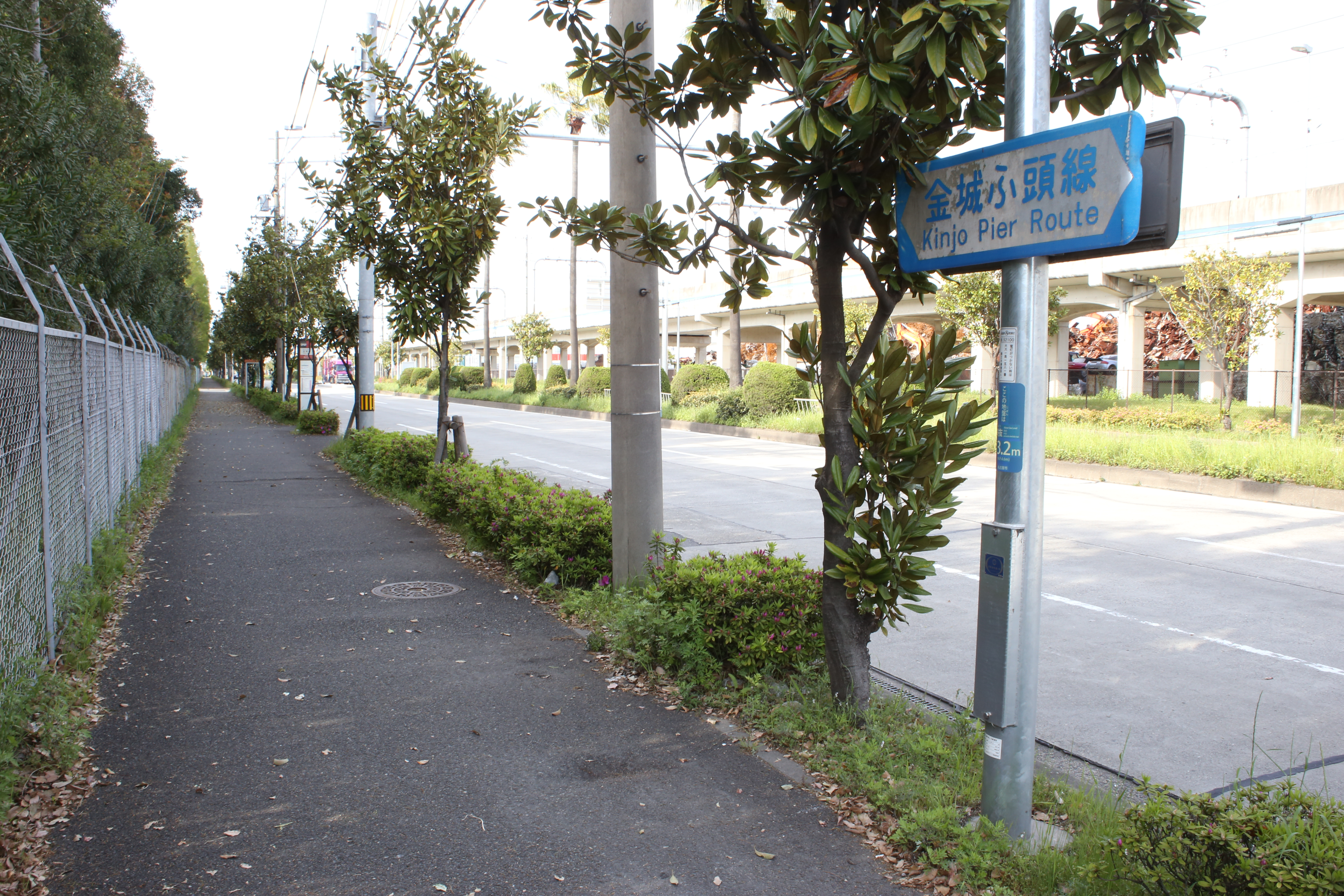
港区空見町（2017年4月）

名古屋市道金城埠頭線（なごやしどうきんじょうふとうせん）は名古屋市港区内を通る、主要地方道たる名古屋市の市道である。名古屋市により「金城ふ頭線」が公式な愛称として制定されている。

## 概要
名古屋市港区港陽（名古屋市道江川線（江川線）と国道154号・名古屋市道名古屋環状線（環状線）と愛知県道227号港中川線との交点である築地口交差点）を起点として西方向へ進み、稲永へ向かう。その後南下して金城埠頭に入る手前の金城橋交差点（名古屋市港区空見町）が終点となる。
正式な路線名「名古屋市道金城埠頭線」とは別に「金城ふ頭線」が道路愛称として制定されている。この名は、1984年（昭和59年）に名古屋市が市内の道路の愛称を公募し制定した際のものである。

## 接続する道路
（間）は他の道路を介して接続している間接接続。
| 接続する道路                                         | 接続する場所 | 接続する場所                                                     | 接続する場所                                                     | 接続する場所                                                             |
| ---------------------------------------------------- | ------------ | ---------------------------------------------------------------- | ---------------------------------------------------------------- | ------------------------------------------------------------------------ |
| 全ての座標を示した地図 - OSM 全座標を出力 - KML 表示 |              |                                                                  |                                                                  |                                                                          |
| 名古屋市道名古屋環状線（環状線）                     | 港区         | （築地口交差点 - 築三町交差点で重複）                            | （築地口交差点 - 築三町交差点で重複）                            | （築地口交差点 - 築三町交差点で重複）                                    |
| （間） 国道23号（名四国道）                          | 港区         | 寛政IC方面は江川線、竜宮IC方面は環状線を経由して築地口ICで接続。 | 寛政IC方面は江川線、竜宮IC方面は環状線を経由して築地口ICで接続。 | 寛政IC方面は江川線、竜宮IC方面は環状線を経由して築地口ICで接続。         |
| 愛知県道227号港中川線                                | 港区         | （築地口交差点 - 稲永交差点間で重複）                            | （築地口交差点 - 稲永交差点間で重複）                            | （築地口交差点 - 稲永交差点間で重複）                                    |
| 国道154号                                            | 港区         | 港陽                                                             | 築地口交差点                                                     | 北緯35度5分56.8秒 東経136度52分58.9秒 / 北緯35.099111度 東経136.883028度 |
| 名古屋市道江川線（江川線）                           | 港区         | 港陽                                                             | 築地口交差点                                                     | 北緯35度5分56.8秒 東経136度52分58.9秒 / 北緯35.099111度 東経136.883028度 |
| 名古屋市道名古屋環状線（環状線）                     | 港区         | 築三町                                                           | 築三町交差点                                                     | 北緯35度5分41.3秒 東経136度52分18.2秒 / 北緯35.094806度 東経136.871722度 |
| 全ての座標を示した地図 - OSM                         | 港区         |                                                                  |                                                                  |                                                                          |
| 全座標を出力 - KML                                   |              |                                                                  |                                                                  |                                                                          |
| 表示                                                 |              |                                                                  |                                                                  |                                                                          |

## 周辺
- 名古屋港
  - シートレインランド
- 名古屋市営地下鉄
  - 築地口駅
  - 名港工場
- 稲永公園
- 稲永東公園
- 藤前干潟
- 名古屋臨海高速鉄道あおなみ線
  - 稲永駅
  - 野跡駅

## 並行する鉄道
- 名古屋臨海高速鉄道西名古屋港線（あおなみ線）：稲永駅・野跡駅・金城ふ頭駅、ただし末端付近は別の市道。